# Seth Marnin
Seth M. Marnin es un abogado y administrador académico estadounidense y el primer juez masculino abiertamente transgénero en los Estados Unidos. La gobernadora Kathy Hochul nombró a Marnin para el tribunal del Tribunal de Reclamaciones de Nueva York en 2023. Graduado de la Facultad de Derecho de la Universidad de Connecticut y de la Universidad de Albany, anteriormente cupó altos cargos administrativos en la Universidad de Columbia y en la Liga Antidifamación.

## Vida y carrera
Seth M. Marnin nació en Albany, Nueva York. Su padre, Stuart Madnick, conducía autobuses urbanos; su madre, Judy (Koblintz) Madnick, trabajaba por cuenta propia como transcriptora para taquígrafos judiciales y redactora de currículos. Marnin se graduó de la Universidad Estatal de Nueva York en Albany con una licenciatura en Estudios de la Mujer y Sociología y una maestría en Estudios Liberales y completó cursos de doctorado en historia con un enfoque en políticas públicas y género en Estados Unidos. Mientras trabajaba como director de recursos GLBT en la Universidad de Connecticut en Storrs, asistió a la Facultad de Derecho de la Universidad de Connecticut en Hartford y obtuvo su título de abogado en 2006.
Después de completar sus estudios de derecho, Marnin ejerció la abogacía laboral en Outten & Golden LLP, se desempeñó como vicepresidente de derechos civiles en la Liga Antidifamación y como director de capacitación y educación en la Oficina de Igualdad de Oportunidades y Acción Afirmativa de la Universidad de Columbia. Antes de unirse a la Universidad de Columbia, fundó una empresa de consultoría para asesorar a organizaciones sin fines de lucro sobre no discriminación, acoso sexual, igualdad de oportunidades y acción afirmativa. También trabajó como subdirector del Centro de Derecho y Políticas sobre el VIH.
A principios de 2023, la gobernadora Kathy Hochul nominó a Marnin como juez del Tribunal de Reclamaciones de Nueva York. El Senado del estado de Nueva York votó para confirmar su nombramiento en junio de 2023, convirtiéndolo en el primer juez abiertamente transgénero en Nueva York y el primer juez masculino abiertamente transgénero en los Estados Unidos. Algunas mujeres abiertamente transgénero han servido en el tribunal, entre ellas Phyllis Frye en Texas y Andi Mudryk y Victoria Kolakowski en California.
Marnin es miembro del Colegio de Abogados de la Ciudad de Nueva York.

## Vida personal
Marnin es un judío observante. Se convirtió en presidente de la junta directiva de Keshet en enero de 2019 y ocupó el cargo hasta mayo de 2023.